# 셰리 밀러
셰리 밀러(영어: Sherry Miller, 1955년 6월 24일 ~ )는 캐나다의 배우, 언론인이다. 드라마 《퀴어 애즈 포크》에서 제니퍼 역으로 출연했다.
앨버타주에서 태어났다.

## 방송
- 퀴어 애즈 포크 5
- 퀴어 애즈 포크 4
- 퀴어 애즈 포크 3
- 퀴어 애즈 포크 2
- 퀴어 애즈 포크 1

## 영화
- 과거를 찾아서 (2013년) - Mrs. 무어 역
- 아이스 블루 (2008년)
- 보이 걸 씽 (2006년)
- 킹덤 (2004년)
- 투 영 투 비 어 대드 (2002년)
- 타트 (2001년)
- 아포칼립스 3 - 트리버레이션 (2000년)
- 퀴어 애즈 포크 (2000년)
- 스트레인지 저스티스 (1999년)
- 할리퀸 - 디스 매터 오브 메리지 (1998년)
- 악처 클럽 (1998년)
- 10대 마녀 사브리나 (1996년)
- 에프 엑스 - 시리즈 (1996년)
- 스투피드 (1996년)
- 아이를 빌려드립니다 (1995년)
- 코드명 J (1995년)
- 이엔지 (1989년)
- 이별의 바캉스 (1986년)